# روبرت أندرسون (مجرم)
روبرت أندرسون (بالإنجليزية: Robert Anderson)‏ هو مجرم أمريكي، ولد في 29 مايو 1966 في Naval Station Great Lakes ‏ في الولايات المتحدة، وتوفي في 20 يوليو 2006 في تكساس في الولايات المتحدة.